# Hi-NRG
Hi-NRG (pronunciado High-Energy) é um gênero de música eletrônica que surgiu no Reino Unido diretamente influenciado pela música disco e pop no final da década de 1970. O gênero tem um ritmo rápido (uma raridade na disco music), marcado e simplificado juntamente a sons eletrônicos. Ao mesmo tempo, partilhada com outros sub-gêneros de composição de música eletrônica.